# 스마트 그리드
스마트 그리드(smart grid), 또는 지능형 전력망은 전기의 생산, 운반, 소비 과정에 정보통신기술을 접목하여 공급자와 소비자가 서로 상호작용함으로써 효율성을 높인 지능형 전력망시스템이다.
스마트 그리드 정책은 유럽에서 스마트 그리드 유럽 기술 플랫폼으로 조직되어 있다. 미국의 정책은 미국 법전 제42편에 설명되어 있다.

## 개요
현재의 전력시스템 상에서는 우리가 실제로 사용하는 전기보다 15% 정도 많이 생산하도록 설계되어 있다. 이는 전력의 최대소비량에 맞춰진 양으로 혹시라도 더 많이 사용할 경우에 대비해 전기를 미리 확보해 놓는 것이다. 연료는 물론 각종 발전설비도 추가적으로 필요하다. 또한 버려지는 전기 또한 많아 에너지 효율이 떨어지며, 석탄, 석유, 가스 등을 태우는 과정에서 이산화탄소 배출도 늘어난다.
꼭 필요한 만큼 전기를 생산하거나 생산량에 맞춰 전기를 사용할 수 있다면 전기를 더 효율적으로 사용하면서 지구온난화도 막을 수 있다. 스마트그리드는 전력망에 정보통신기술을 융합해 전기사용량과 공급량, 전력선의 상태까지 알 수 있는 기술로 에너지 효율성을 극대화할 수 있다.
스마트그리드의 핵심은 전력망에 직비, 전력선 통신 등의 정보통신기술을 합쳐 소비자와 전력회사가 실시간으로 정보를 주고받는 것에 있다. 따라서 소비자는 전기요금이 쌀 때 전기를 쓰고, 전자제품이 자동으로 전기요금이 싼 시간대에 작동하게 하는 것도 가능하다.
전력생산자 입장에서는 전력 사용 현황을 실시간으로 파악하기 때문에 전력공급량을 탄력적으로 조절할 수 있다. 전력 사용이 적은 시간대에는 최대전력량을 유지하지 않거나, 남는 전력을 양수발전에 사용하여 버리는 전기를 줄일 수 있고, 전기를 저장했다가 전력 사용이 많은 시간대에 공급하는 탄력적인 운영도 가능하다. 또 과부하로 인한 전력망의 고장도 예방할 수 있다.
결국 스마트그리드는 일반 가정에서 사용하는 TV, 냉장고와 같은 전자제품뿐 아니라 공장에서 돌아가는 산업용 장비들까지 전기가 흐르는 모든 것을 묶어 효율적으로 관리하는 신개념 시스템이다. 집, 사무실, 공장 어느 곳에서나 사용한 전기요금을 실시간으로 확인할 수 있고, 전기요금이 비싼 낮 시간대를 피해 전기를 사용하는 것도 가능하다.
한편으로 전력망을 지능화함으로써 중앙으로부터 일방적으로 전기가 공급되던 수직적 체계에서 벗어나, 마이크로그리드와 분산 전원 방식과 같은 양방향 수평적 공급체계를 마련하여 에너지 프로슈머가 등장하게 되는 발판을 마련할 수 있을 것으로 예상된다.

## 효과
스마트 그리드는 단순히 전력망을 지능화하는 것에서 그치는 것이 아니라, 다른 산업과의 연계할 수 있다는 점에서 큰 파급효과를 가지고 있으며, 2030년에는 1경원에 달하는 시장이 형성될 것으로 예상되고 있다.
스마트 그리드와 연계되는 분야로는 전력서비스산업, 정보통신산업, 전력저장장치, 마이크로그리드, 전기자동차산업, 건설산업 등이 있다.

### 에너지 절감
스마트 그리드의 최종적인 목표는 에너지 절감이다. 필요한 만큼의 전기를 생산하고, 남는 전기는 축전기를 통하여 저장하고 필요할 때 다시 공급하여 버려지는 전기를 줄일 수 있다. 또 전력수요를 분산시켜서 발전 설비의 효율을 증가시키고, 통신 기기에 직접 전력을 공급하는 전력 변환 장치나 축전지의 일부 또는 전체를 수전(受電) 설비, 예비 전원 설비와 분리하여 통신 기기의 근처에 분산하여 설치하는 방식을 통해 송배전효율을 증대시킬 수 있다.
이러한 에너지 절감과 신재생 에너지의 도입을 가속화시켜서 온실 가스의 배출 감소를 얻을 수 있다.
또한 현재 공급이 일정하지 못한 신재생 에너지를 활성화, 상용화 시킬 수 있을 것으로 보인다.

### 전기 품질 향상
전기사용량을 실시간으로 모니터링하여 전력수요가 일정 시간대에 몰리지 않게 분산시키고, 전력 공급이 끊기는 사고가 발생하였을 때에는 이를 대체할 송배전 선로를 통해 전기를 보내도록 설정하는 등 유연한 대처도 가능하다. 이를 통하여 높은 품질의 전기를 안정적으로 공급할 수 있다.

## 같이 보기
- 자급자족 빌딩(영어판)
- 제로에너지 빌딩